# Station Dainichi
Station Dainichi (大日駅,  Dainichi-eki) is een metro- en monorailstation in de Japanse stad Moriguchi in Osaka. Het wordt aangedaan door de Tanimachi-lijn (metro) en de Osaka Monorail. Van de eerstgenoemde is het station het beginstation.

## Treindienst

### Tanimachi-lijn(stationsnummer T11)
| 1, 2 | ■ Tanimachi-lijn | richting Higashi-Umeda, Tennōji en Yao-Minami |

### Osaka Monorail - hoofdlijn(stationsnummer 23)
| 1 | ■ hoofdlijn | richting Kadomashi                        |
| 2 | ■ hoofdlijn | richting Banpaku-Kinen-Kōen en Osaka-kūkō |

## Geschiedenis
Het station aan de Tanimachi-lijn werd in 1983 geopend, het station aan de monorail in 1997.

## Overig openbaar vervoer
Bussen 2, 4 en een aantal langeafstandsbussen

## Stationsomgeving
Aan het stationsplein bevindt zich een busstation en een taxistandplaats. Daarnaast wordt de omgeving rondom het station gekenmerkt door drie hoge wolkenkrabbers, welke ver boven de andere bebouwing uitsteken.
- Æon Dainichi Shopping Center
- Yoshinoya (Japans fastfoodketen)
- Sunkus
- Hoofdkantoor van Panasonic
- Autoweg 1
- Friendly (restaurantketen)
- Kura-sushi
- Dainichi Terminal Hotel

Dainichi · Moriguchi · Taishibashi-Imaichi · Sembayashi-Omiya · Sekime-Takadono · Noe-Uchindai · Miyakojima · Tenjimbashisuji Rokuchōme · Nakazakicho · Higashi-Umeda · Minami-Morimachi · Temmabashi · Tanimachi Yonchōme · Tanimachi Rokuchōme · Tanimachi Kyūchōme · Shitennōji-mae Yūhigaoka · Tennōji · Abeno · Fuminosato · Tanabe · Komagawa-Nakano · Hirano · Kire-Uriwari · Deto · Nagahara · Yao-Minami